# RS 10 Christiania
RS 10 Christiania är ett galeasriggat tidigare norskt sjöräddningsfartyg. Hon byggdes 1895 för Redningsselskapet av Carl Arnold på Christiania Baatbyggeri i ek och furu. 
Christiania var den fjärde räddningsskutan som byggdes efter Colin Archers ritningar. Hon uppkallades efter Norges huvudstad Christiania (idag Oslo). Skutan, som finansierades genom en insamling, kostade knappt 10 000 kronor att bygga och utrusta. Christania var i drift för Redningsselskapet till 1932. Hon var stationerad i Finnmark fylke och räddade totalt 257 personer och bärgade eller hjälpte 2 811 fartyg.

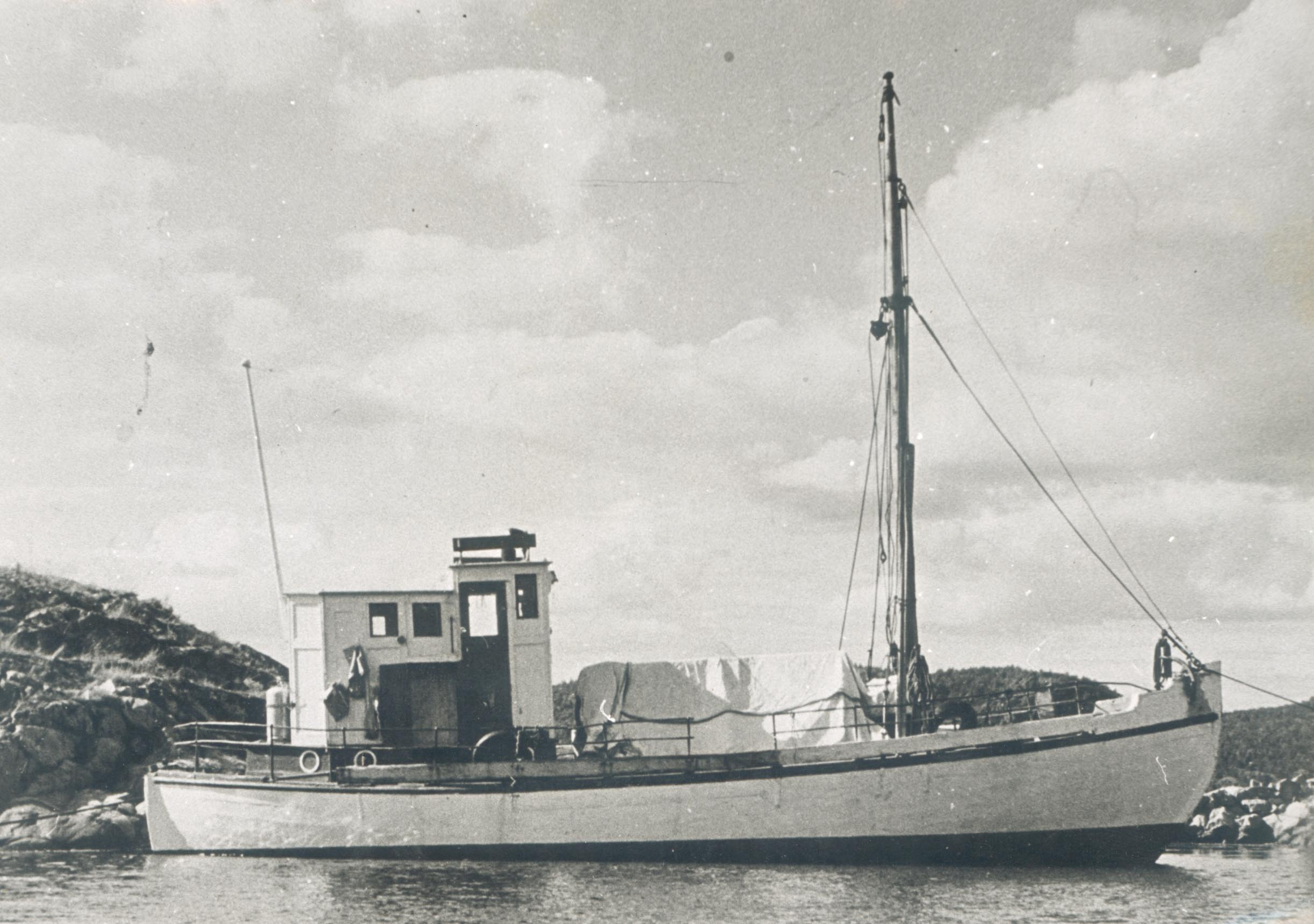
RS 10 Christiania efter ombyggnad.

Efter avslutad tjänst såldes hon till lots Wollan i Kristiansund, riggades ned och fick motor och styrhytt. Skutan  rekvirerades av tyskarna under andra världskriget och byggdes senare om till fraktbåt med namnet Oma II. På 1960-talet återställdes riggen till den ursprungliga. År  1977 köptes skutan av familjen Petersen i Asker som lät renovera henne.
Den 9 september 1997 sprang   Christiania läck 15 sjömil söder om Mandal och sjönk på 497 meters djup. Besättningen räddades med helikopter. Hon återfanns i  november samma år med hjälp av en fjärrstyrd undervattensfarkost (ROV). Skutan stod upprätt på botten av Norska rännan med seglen satta som om hon väntade på att få segla vidare. I maj 1999 bärgades hon av Seaway Kingfisher från Stolt Comex Seaway och transporterades till Brevik för att repareras. Bärgningen har dokumenterats på Youtube. 
Orsaken till haveriet visade sig vara att bottenstocken under masten inte överensstämde med ritningarna. Den skulle ha varit i ett stycke, men hade skarvats.
Efter ett års renovering sjösattes  Christiania igen i maj 2000 och hon seglar än idag.